# Terenodes
Terenodes là một chi bướm đêm thuộc họ Geometridae.